# P̣
Cette page contient des caractères spéciaux ou non latins. S’ils s’affichent mal (▯, ?, etc.), consultez la page d’aide Unicode.
P̣ (minuscule : p̣), appelé P point souscrit, est un graphème utilisé dans les orthographes Riggs ou Williamson du sioux (dakota) ou lakota, dans certaines romanisations ALA-LC, dans la romanisation ISO 11940 du thaï ou dans la romanisation IKE de l’alphabet géorgien.
Il s'agit de la lettre P diacritée d'un point souscrit.

## Utilisation
Les romanisations ALA-LC de l’amharique et du tigrinya utilise le p point souscrit dans les translittérations des lettres ጰ p̣a, ጱ p̣u, ጲ p̣i, ጳ p̣ā, ጴ p̣é, ጵ p̣e ou p̣, ጶ p̣o. 
Le p point souscrit est utilisé, dans la translittération IKE (იბერიულ-კავკასიური ენათმეცნიერების წელიწდეული, Iberiul-K’avk’asiuri enatmetsnierebis ts’elits’deuli) de l’alphabet géorgien comme variante du p point suscrit ‹ ṗ ›, pour translittérer le par ‹ პ ›.

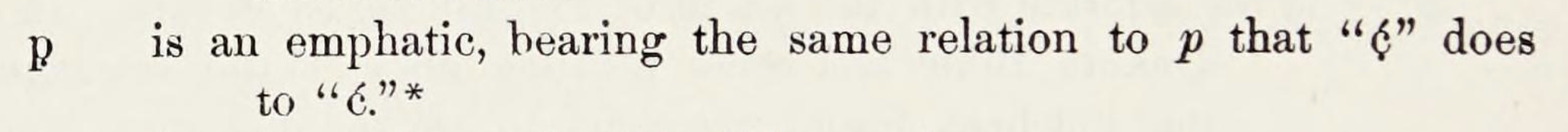
Le p point souscrit dans Riggs 1890.

Dans les années 1890, Stephen Return Riggs utilise le p point souscrit dans son orthographe lakota.
Dans la romanisation ISO 11940 du thaï, ‹ p̣h › est utilisé pour translittérer ‹ ภ ›.

## Représentations informatiques
Le P point souscrit peut être représenté avec les caractères Unicode suivants :
- décomposé (latin de base, diacritiques) :

| formes    | représentations | chaînes de caractères | points de code | descriptions                                         |
| --------- | --------------- | --------------------- | -------------- | ---------------------------------------------------- |
| majuscule | P̣               | P◌̣                    | U+0050 U+0323  | lettre majuscule latine p diacritique point souscrit |
| minuscule | p̣               | p◌̣                    | U+0070 U+0323  | lettre minuscule latine p diacritique point souscrit |